# Beafadas

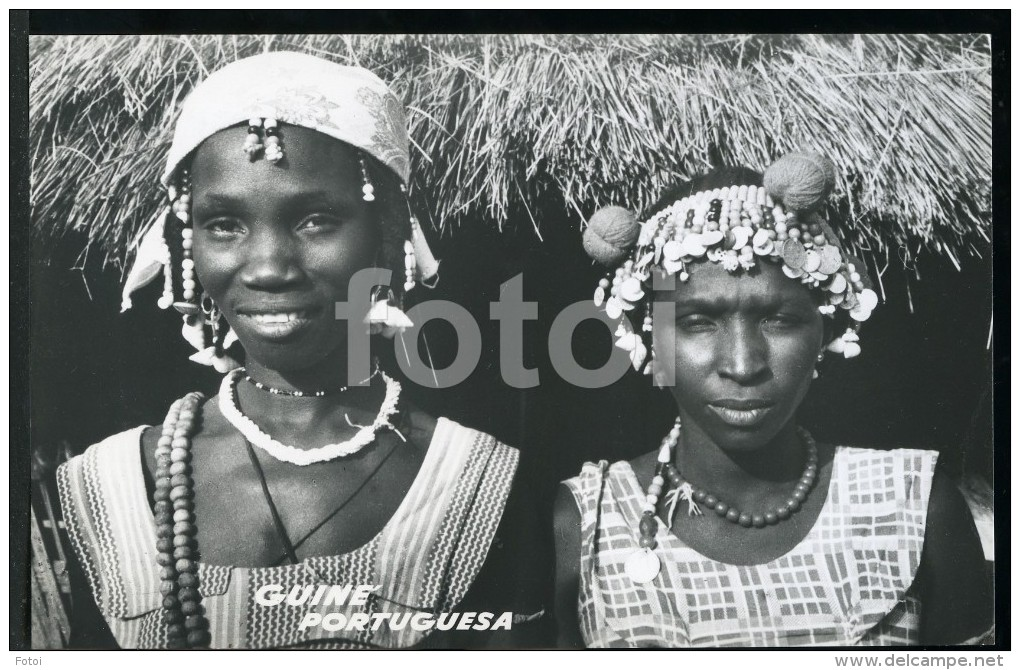
Mulheres beafada com ornamentos em Fulacunda, Guiné-Bissau (1960s) (foto de A. B. Geraldo).

Beafadas, por vezes biafadas ou biafares, é um grupo étnico cujas populações estão repartidas pelos territórios da Guiné-Bissau, Senegal e Gâmbia, sendo considerado parte dos povos tendas. O grupo é também designado por diolas (dyola), bidiolas (bidyola), folas (dfola), fadas (fada) e jolas (yola). Falam vários dialectos da língua beafada, um idioma pertencente à família das línguas Níger-Congo.

## Demografia
Na Guiné-Bissau, os beafadas estão divididos em quatro grupos: (1) um pequeno grupo que vive na margem norte do rio Geba e fala o dialecto gool; (2) e (3) dois grandes grupos que residem na região de Quinara, a parte sudoeste do país, e falam os dialectos bubwas e guinala; E (4) um quarto grupo que vive na província meridional de Tombali, na fronteira com Guiné-Conacri, e fala o dialecto bagandada.
Estes grupos estavam historicamente organizados em três reinos: Biguda, Guinala e Bissege.